# Владимир Дуркович
 Владімір Дуркович  (серб. Vladimir Durković / Владимир Дурковић, * 6 листопада 1938 — † 22 червня 1972)  — югославський футболіст,  захисник, чемпіон  Олімпійських ігор 1960 року, срібний призер чемпіонату Європи 1960 року, півфіналіст  Чемпіонату світу 1962 року.

## Клубна кар'єра
Дурковіч починав у команді «Напредак» (Крушевац), після чого в 1955 році перейшов у «Црвену Звезду». У белградському клубі футболіст відіграв 11 сезонів, провівши загалом понад 400 матчів (177 в чемпіонаті країни). Команда успішно виступала, як на внутрішній арені, так і на міжнародній. На рахунку Дурковича 8 трофеїв югославського масштабу, а також перемога в  Кубку Мітропи 1958 року.
У 1966 році Дуркович опинився в менхенгладбахській «Боруссії». Втім не зумів закріпитися і через рік покинув команду.
З 1967 по 1971 рік Владімір виступав у французькому «Сент-Етьєні», що переживав один з найкращих періодів у своїй історії. Дуркович поповнив свій доробок трьома чемпіонськими титулами, а також двома перемогами в національному кубку Франції.
Останнім клубом гравця став швейцарський «Сьйон».

## Кар'єра в збірній
У складі  національної збірної Югославії Дуркович почав грати в 1959 році і незабаром став основним правим захисником команди.
1960 року зіграв у складі збірної відразу на двох значних турнірах. Спочатку виступив на Кубку Європи, де його команда стала другою. А наприкінці літа захищав кольори національної команди на  Олімпійських іграх у Римі, де Югославія нарешті виграла «золото» (до того команда три Олімпіади поспіль була другою).
Ще одного успіху досягнув на чемпіонаті світу 1962 року. Югославія стала четвертою у світі, а Владімір відіграв в усіх шести матчах на турнірі.
Після переїзду за кордон футболіст перестав викликатися у збірну. Загалом відіграв за команду 50 матчів, у восьми іграх був капітаном.
В червні 1972 року Дуркович, ще не припинивши ігрової кар'єри, трагічно загинув. Футболіста смертельно поранив через необережність швейцарський поліцейський.

## Досягнення
- Олімпійський чемпіон: 1960
- Віце-чемпіон Європи: 1960
- Півфіналіст чемпіонату світу: 1962
- Чемпіон Югославії: 1956, 1957, 1959, 1960, 1964
- Володар  Кубка Югославії: 1958, 1959, 1964
- Володар Кубка Мітропи: 1958
- Чемпіон Франції: 1968, 1969, 1970
- Володар Кубка Франції: 1968, 1970
- Володар Суперкубка Франції: 1968, 1969